# 이정표 (부사이쿠의 노래)
〈이정표〉(일본어: 道しるべ 미치시루베[*])는 일본의 아이돌 유닛 부사이쿠의 네 번째 싱글 앨범으로, 2007년 1월 4일 발매되었다. (12cm CD: AVCD-83761)

## 개요
부사이쿠가 발표한 첫 발라드 곡이다. 부사이쿠가 작사, 작곡을 모두 맡았으며, 지금까지 살아오며 만나온 소중한 사람들에 대한 사랑과 감사의 마음을 담았다.
이전까지 그룹의 곡에 관여해왔던 나카이 마사히로는 이번 작품에 일절 관여하지 않은 상태로, 멤버가 열흘간 공동 합숙을 하며 작곡부터 자켓 디자인, 뮤직 비디오까지 전부 구상했다. 뮤직 비디오는 니카이도 타카시가 주축이 되어 구상했으며, 프롤로그와 본편, 에필로그까지 세 파트로 구성되어 있고, 총 길이 11분 30초의 장편이다. 뮤직 비디오는 초회생산 한정반 A에 수록되어있으며, 합숙 생활과 관련한 영상은 한정반 B에 수록되었다.
부사이쿠의 싱글 중에서 처음으로 오리콘 싱글 차트에서 1위를 차지한 작품으로서, 판매량도 이전 싱글 〈저질렀다!!〉의 첫 주 판매량인 5.8만 장 (첫 차트 진입 당시 3위)을 훨씬 웃도는 15.6만 장을 기록했다. 지금까지 부사이쿠의 첫 주간 최고 판매량 기록은 데뷔 싱글 〈뜻하지 않은 행운〉이었으며, 기록은 13.3만 장이었다.

## 수록곡

### 통상반
전체 작사·작곡: 부사이쿠
| #            | 제목                      | 재생 시간 |
| ------------ | ------------------------- | --------- |
| 1.           | 〈〈이정표〉〉            | 4:30      |
| 2.           | 〈〈이정표〉〉 (오르골)   | 3:23      |
| 3.           | 〈〈이정표〉〉 (가라오케) | 4:26      |
| 총 재생 시간 | 총 재생 시간              | 12:19     |

### 초회생산한정반
- 두 한정반 모두 CD에 수록된 내용은 동일하다.

| #            | 제목                      | 재생 시간 |
| ------------ | ------------------------- | --------- |
| 1.           | 〈〈이정표〉〉            | 4:30      |
| 2.           | 〈〈이정표〉〉 (가라오케) | 4:26      |
| 총 재생 시간 | 총 재생 시간              | 8:56      |

| #  | 제목                                           | 재생 시간 |
| -- | ---------------------------------------------- | --------- |
| 1. | 〈〈이정표〉 (MUSIC VIDEO)〉 (프롤로그)        | 2:48      |
| 2. | 〈〈이정표〉 (MUSIC VIDEO)〉 (본편)            | 4:21      |
| 3. | 〈〈이정표〉 (MUSIC VIDEO)〉 (에필로그)        | 1:35      |
| 4. | 〈〈이정표〉 (MUSIC VIDEO)〉 (메이킹 도큐먼트) | 5:09      |

| #  | 제목                                   | 재생 시간 |
| -- | -------------------------------------- | --------- |
| 1. | 〈부사이쿠 10days 합숙 리얼 도큐먼트〉 |           |

## 발매 일정
| 버전                          | 일정           | 레이블    | 포맷                    |
| ----------------------------- | -------------- | --------- | ----------------------- |
| 〈이정표〉                    | 2017년 1월 4일 | avex trax | 12cm CD (AVCD-83761)    |
| 〈이정표〉 (초회생산한정반 A) | 2017년 1월 4일 | avex trax | CD + DVD (AVCD-83759/B) |
| 〈이정표〉 (초회생산한정반 B) | 2017년 1월 4일 | avex trax | CD + DVD (AVCD-83760/B) |